# Гаевский, Семён Фёдорович
Семён Фёдорович Гаевский (14 [25] сентября 1778, Полтава — 2 [14] сентября 1862, Санкт-Петербург) — русский врач, почётный лейб-медик, гражданский генерал-штаб-доктор. Профессор, доктор медицины и хирургии. Тайный советник.

## Биография
Родился 14 (25) сентября 1778 года в Полтаве.
Окончив класс философии в Екатеринославской семинарии, которая до 1797 года находилась в Полтаве, он выразил желание учиться медицине и с 1796 года обучался в Медико-хирургическом училище в Санкт-Петербурге, которое было преобразовано в 1799 году Медико-хирургическую академию. По окончании обучения в сентябре 1800 года (первый выпуск академии) был определён ординатором в Военно-сухопутный госпиталь «с правами службы, но без права свободной практики». Был помощником библиотекаря в Медико-хирургической академии; через полгода по окончании курса академии был назначен репетитором хирургических лекций профессора Буша и 25 июня 1801 года произведен в лекари. Медицинская коллегия обратила на него своё внимание и 3 августа 1802 года он был отправлен академией на три года за границу.
По возвращении из-за границы он был назначен адъюнкт-профессором терапии и клиники, в 1806 году защитил диссертацию на степень доктора медицины и был произведён в коллежские асессоры. Академия тогда не имела права выдавать докторские дипломы и вместо диплома министерство внутренних дел выдало ему по представлению конференции 14 августа 1807 года свидетельство о признании его доктором медицины и хирургии. Вскоре, 25 августа того же года, он был избран экстраординарным профессором с обязанностью заведовать терапевтической клиникой, а год спустя — ординарным.
При посещении академии императором Александром I, по случаю принятия нового устава, 8 сентября 1801 года, Гаевский произнёс благодарственную речь от имени академии, и император, осведомившись о заслугах и достоинствах оратора, пожаловал ему орден Св. Владимира 4-й ст. (21.09.1809). С 20 сентября 1810 года ему поручено было управление терапевтической клиникой в военно-сухопутном госпитале и преподавание клинических лекций; 30 сентября 1811 года он был произведён в надворные советники, а 28 октября назначен членом медицинского совета и его учёным секретарём. Эту должность он исполнял в течение 21 года, непрерывно трудясь над преобразованием медицинского законодательства в России.
Из-за недостатка врачей в Петербурге, с 1813 до конца 1814 года он заведовал терапевтической и хирургической частями артиллерийского госпиталя. С апреля 1812 до апреля 1816 г. — инспектор Санкт-Петербургского физиката, приложил много сил и содействовал прекращению эпидемической болезни, возникшей между военнопленными (привезенными в Нарву на корабле «Колумб») и распространившейся между жителями Ямбургского уезда. 
В коллежские советники произведен в 1814 году, в статские советники — в 1818 году. Удостоен звания лейб-медика 6 сентября 1819 года и награждён алмазными знаками ордена Св. Анны 2-й степени; в 1822 г. орденом Св. Владимира 3-й степени. Некоторое время заведовал медицинской частью в Благородном пансионе при Санкт-Петербургском университете. В 1829 году был произведён в действительные статские советники; 28 января 1830 г. награждён орденом Св. Станислава 1-й степени. В 1831 году назначен генерал-штаб-доктором гражданской части. 
С 25 января 1825 по 1 мая 1826 г. занимал должность гражданского генерал-штаб-доктора и, кроме того, в разное время был членом различных комитетов, в том числе: комитета по преобразованию гражданского медицинского управления, комитета по пересмотру карантинного устава и комитета по прекращению холеры. За труды в последнем он был удостоен всемилостивейшей награды табакеркой с вензелевым именем Его Императорского Величества. Со времени первого появления холеры в пределах Российской империи, различные мнения о борьбе с ней брали перевес, и наконец все врачи убедились в истине мнения Гаевского.
В 1833 году стал почётным лейб-медиком. В 1834 году награждён орденом Св. Анны 1-й степени; в 1836 году к этому ордену была пожалована императорская корона. 
В 1837 году он был назначен директором медицинского департамента Министерства внутренних дел; в 1841 году произведён в тайные советники. В 1842 году по собственному прошению уволен от должности директора медицинского департамента, но в следующем году определён, по высочайшему повелению, постоянным членом Военно-медицинского учёного комитета и в этой должности оставался до самой своей смерти.
Умер 2 (14) сентября 1862 года. Похоронен на Георгиевском кладбище в Санкт-Петербурге.
В течение всей своей жизни он беспрерывно следил за ходом и успехами науки. Как практический врач, он с удивительною скромностью и необыкновенным терпением соединял редкую чувствительность, нежность в обращении и ласковость с больными. Гаевский вёл ученую переписку со многими из всемирно известными специалистами, и среди многочисленных занятий находил время заниматься медицинской литературой.
Гаевский состоял почётным членом Императорской медико-хирургической академии, Московского общества испытателей природы, членом гальванического общества в Париже, членом медицинского общества в Афинах, почётным членом общества русских врачей  и фармацевтического общества в Санкт-Петербурге.
Автор ряда работ в области медицины.

## Избранные публикации
- «Dissertatio verminum intestinalium corporis humani historiam synopticam sistens» (диссертация, СПб., 1806);
- «Полицейская и судебная xимия Ремера»; с нем. — СПб., 1807. (книга эта напечатана на казённый счет и дана в руководство врачебным управам и уездным врачам);
- «О гнилой нервной горячке» (1813);
- «Наставление о лечении болезни, называемой холера morbus» (1823);
- «Аптекарская такса» (СПб., 1829);
- «Собрание актов о бывшей в Оренбургской губернии 1828—1829 гг. холере» (1830);
- «Медико-хирургические замечания о чуме» (1830)
- «Трактат о повальной заразительной болезни холере» (СПб., 1831);
- «Медико-статистические сведения о Санкт-Петербурге» (СПб., 1834), первоначально напечатано в Журнале министерства внутренних дел.

Кроме того, он сотрудничал во «Всеобщем журнале врачебных наук», издававшемся Медико-хирургической академией в 1811 и 1812 гг. и в «Энциклопедическом лексиконе Плюшара». Обрабатывал и редактировал наставления и уставы по части врачебного управления в Росcии (Св. Закон, т. XIII) и многие другие.

## Семья
Жена — Екатерина Ивановна, урождённая Нерытова. Их сыновья, Иван (1812—1869) и Николай (1827—28.12.1891), также дослужились до чина тайного советника. Также у них были дочери: Надежда (1813—?), Екатерина (1816—?).